# Torocca munda
Torocca munda là một loài ruồi trong họ Tachinidae.